# 宗谷 (防護巡洋艦)
「宗谷」（そうや）は、大日本帝国海軍の保有した防護巡洋艦である。艦名は宗谷海峡に因む。日本海軍での公式類別は二等巡洋艦。元はロシア帝国の 1 等防護巡洋艦「ヴァリャーグ」で、日露戦争の際に日本軍によって捕獲された。

## 概要
「ヴァリャーグ」は、アメリカ合衆国・ペンシルベニア州・フィラデルフィア市のウィリアム・クランプ・アンド・サンズ社に発注されたロシア帝国海軍向けの 1 等防護巡洋艦であった。1904年初の時点で朝鮮半島に駐留しており、圧倒的不利な状況で仁川沖海戦を戦ったのち、2月9日、乗員は艦を敵の手に渡すのを拒み、艦を湾内で自沈させた。
「ヴァリャーグ」はその後、終戦まで大破した状態で仁川湾内に放棄されていた。1905年8月8日に日本はこれを浮揚した。同年8月22日に「宗谷」と命名された。なお、天皇に奏聞した他の候補艦名に「博多」、「長谷」および「不破」があった。同年8月27日に二等巡洋艦に類別、同年秋に佐世保港に回航され11月から横須賀工廠で修復工事を開始、1907年7月9日に整備を完了し、11月に就役した。
その後、「宗谷」は専ら練習艦として使用された。日本海軍では珍しいアメリカ式の艦であったこと、それに同型艦がなかったことが運用上の支障となったためであった。1909年3月14日から8月7日にかけては少尉候補生の遠洋航海訓練のため、ハワイ島と北アメリカまで遠征した。このときには、同じく元ロシア艦の一等巡洋艦「阿蘇」と練習艦隊を編成していた。同様の訓練航海は、1913年まで毎年繰り返された。
太平洋戦争時の日本海軍には、「宗谷」での遠洋航海訓練を経験した多数の指揮官がいた。井上成美、草鹿任一、小沢治三郎、山本五十六、古賀峯一がその代表である。
第一次世界大戦が始まると、ともに連合国の一員となったロシアを支援するため、日本は日露戦争の際に接収したいくつかの艦船をロシアへ売却もしくは譲渡することにした。宗谷もそうした艦船のひとつに選ばれ、1916年4月4日にはロシアに買い戻されて日本海軍を除籍された。翌4月5日には、ロシア極東のウラジオストクでロシア帝国海軍へ再編入され、艦名も元の「ヴァリャーグ」へ戻された。「ヴァリャーグ」は6月18日には北氷洋小艦隊司令官旗を掲げてロマーノフ＝ナ＝ムールマネへ向けてウラジオストクを出立した。同年11月にはコラ半島へ到着した。
1917年3月4日、修理のためイギリスへ渡るが、同年11月の革命で政権を取ったソヴィエト政府は修理代の支払いを拒絶したため、イギリスに没収された。1918年2月にイギリス海軍へ配属されるが、曳航中にアイルランド沖で座礁してしまう。
その後引き揚げられハルクとして使用されたのち、1920年にドイツへ売却されるが、曳航中にスコットランド沖でまたしても座礁し、1923から1925年にかけて現地で解体された。

## ギャラリー

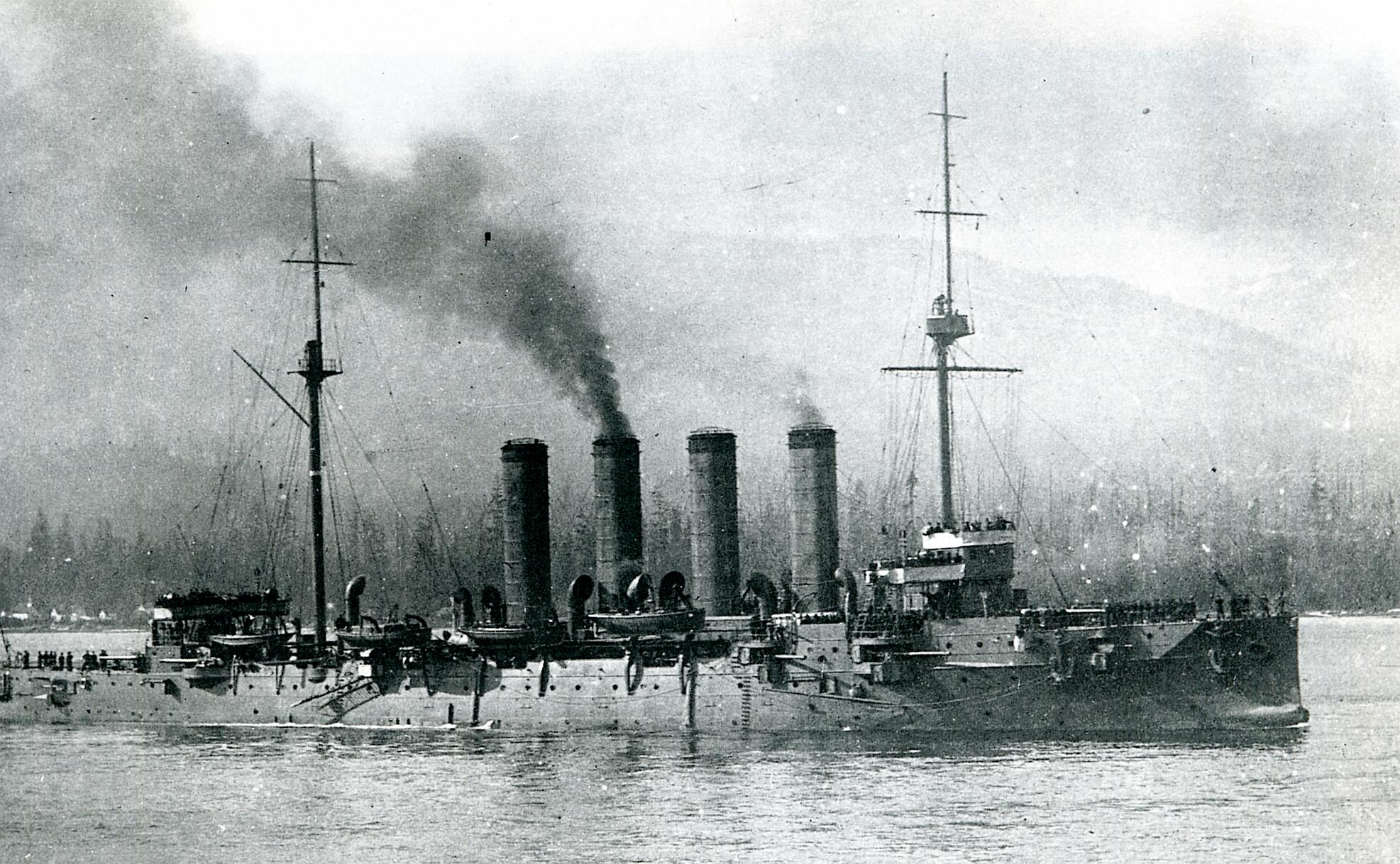
1909年、バンクーバーを訪問した「宗谷」。
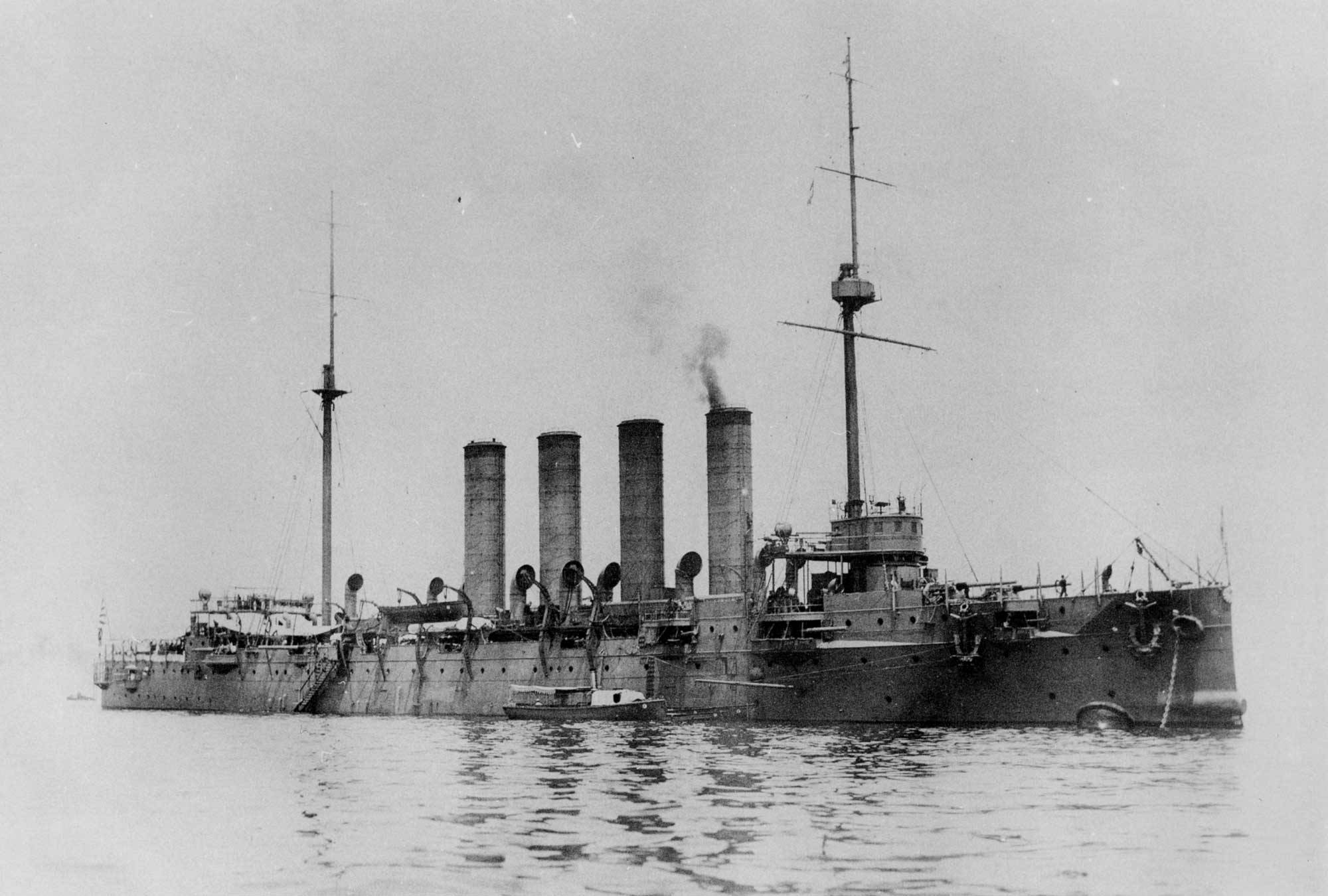
1909年頃、横須賀における「宗谷」。
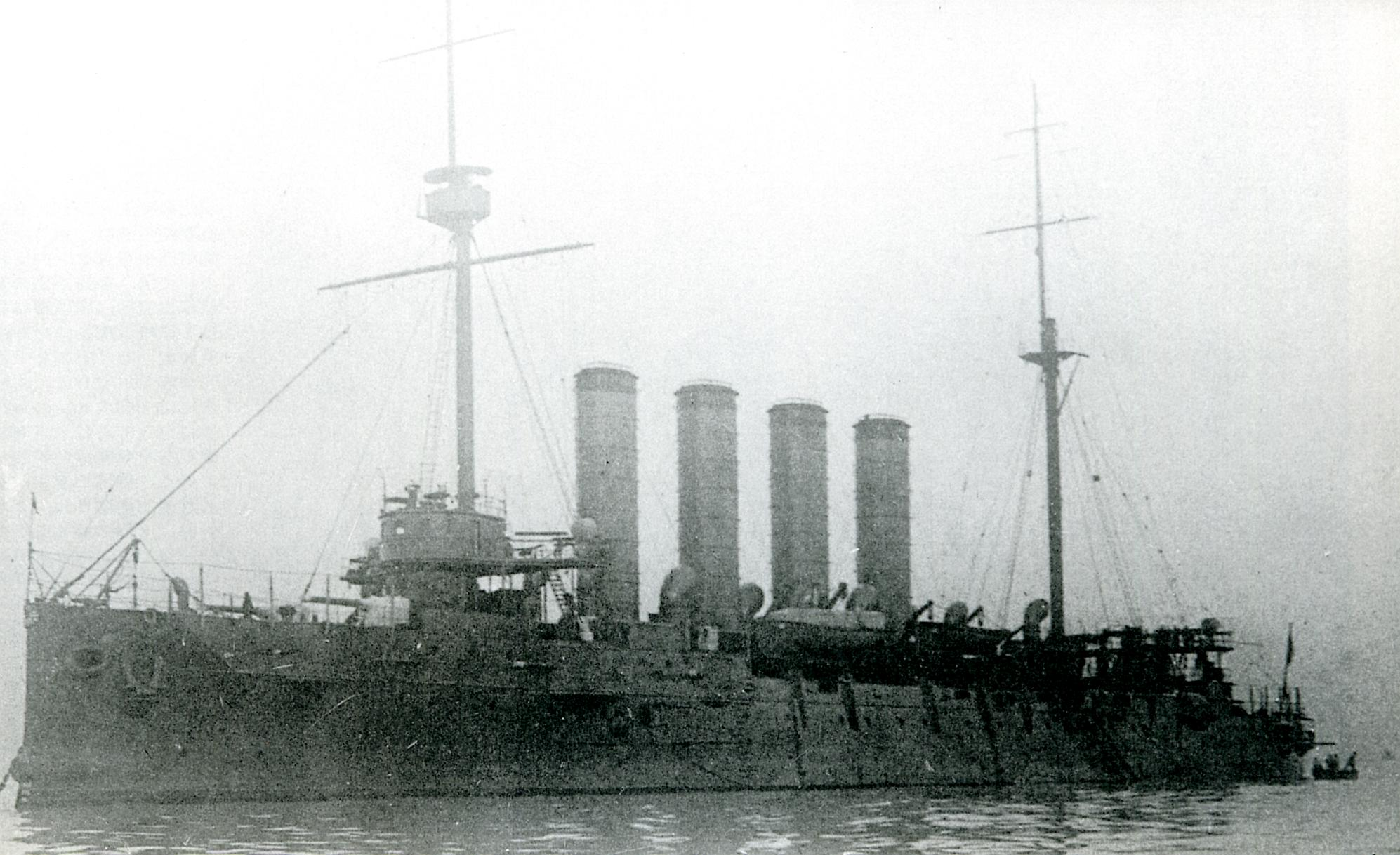
1911年に撮影された「宗谷」。
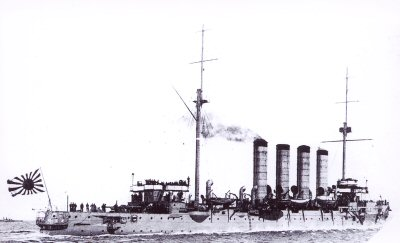
当時の郵便葉書に描かれた「宗谷」。

## 艦長
※『日本海軍史』第9巻・第10巻の「将官履歴」及び『官報』に基づく。
| 代 | 氏名       | 在任期間               | 出身校・期 | 前職               | 後職         | 備考       |
| -- | ---------- | ---------------------- | ---------- | ------------------ | ------------ | ---------- |
| 0  | 太田盛実   | 1905/09/9- 1905/12/20  |            | 大本営海軍部附     | 待命         | 回航委員長 |
| 1  | 矢代由徳   | 1907/05/17- 1907/09/28 | 海兵・10期 | 「満州」艦長       | 「松島」艦長 |            |
| 2  | 財部彪     | 1907/09/28- 1908/09/15 | 海兵・15期 | 軍令部参謀         | 「富士」艦長 |            |
| 3  | 佐藤鉄太郎 | 1908/09/15- 1909/10/01 | 海兵・14期 | 海大教官           | 「阿蘇」艦長 |            |
| 4  | 鈴木貫太郎 | 1909/10/01- 1910/07/25 | 海兵・14期 | 「明石」艦長       | 水雷校長     |            |
| 5  | 西垣富太   | 1910/09/28- 1910/12/01 | 海兵・13期 | 本務「浪速」艦長   | 「敷島」艦長 | 兼任       |
| 6  | 平岡貞一   | 1911/04/01- 1912/04/20 | 海兵・16期 | 「豊橋」艦長       | 「相模」艦長 |            |
| 7  | 堀内三郎   | 1912/04/20- 1913/05/24 | 海兵・17期 | 海大教官           | 「筑波」艦長 |            |
| 8  | 松村純一   | 1913/05/24- 1913/12/01 | 海兵・18期 | 在仏国大使館附武官 | 侍従武官     |            |
| 9  | 斎藤半六   | 1913/12/01- 1915/09/01 | 海兵・17期 | 「明石」艦長       | 「鞍馬」艦長 |            |
| 10 | 中川繁丑   | 1915/09/01- 1915/12/13 | 海兵・19期 | 馬公要港部参謀長   | 「伊吹」艦長 |            |
| 11 | 伊集院俊   | 1915/12/13- 1916/04/04 | 海兵・21期 | 軍令部参謀         | 「津軽」艦長 |            |